# Родина Адамсів 2
Родина Адамсів 2 (The Addams Family 2) — анімаційний фільм 2021 року режисерів Грега Тірнана, Лаури Броссо та Кевіна Павловича .
Фільм є продовженням мультфільму «Родина Адамсів» 2019 року.

## Синопсис
На науковому ярмарку Венздей Аддамс збирається представити свій експеримент, в якому вона використовує ДНК свого домашнього кальмара Сократа на дядькові Фестері, щоб показати, як можна вдосконалити людину (з побічним ефектом поступової трансформації Фестера). Однак, коли вона бачить, що приїжджає її сім'я, вона жахається. Тим не менш, її роботу помічає вчений Сайрус Стрендж. Повернувшись до будинку Аддамсів, Гомес хвилюється, що діти віддаляються від нього та Мортиші, тому вирішує взяти їх на сімейні канікули. Перед тим, як сім'я, Фестер, Річ і Ларч вирушають у подорож Сполученими Штатами, до Гомеса і Мортишії звертається адвокат на ім'я містер Мустела, який стверджує, що Венздей переплутали при народженні, і він може бути зовсім не Аддамсом, але вони ігнорують його слова. Дорогою сім'ю Аддамсів переслідують Мустела та поплічник його роботодавця Понго.
Спочатку сім'я збирається їхати до Селема, штат Массачусетс, але Фестер, який повільно мутує через експеримент, зрештою робить крюк до Ніагарського водоспаду. Згодом сім'я зупиняється в Сонній Лощині, штат Нью-Йорк. Гомес і Мортиша згадують про Мустелу та його претензії до Венздей, тож Фестер згадує історію, коли він відвідав Венздей в день її народження і жонглював немовлятами в пологовій кімнаті. Це лише посилює побоювання Гомеса і Мортишії, що Венздей може не бути їхньою біологічною дитиною, які Венздей підслуховує.
Гомес везе всіх до Маямі, щоб зв'язатися з кузеном Іттом, сподіваючись, що той допоможе їм вирішити поточну дилему. Ітт приєднується до них у подорожі, коли вони проїжджають через Сан-Антоніо, і залишає сім'ю біля Гранд-Каньйону. Тим часом Венздей сама заманює Мустелу в мотузяну пастку і дізнається, що він працює на Сайруса, перш ніж «відпустити його». Сайрус припускає, що він її справжній батько, і запрошує її до себе додому в Саусаліто, Каліфорнія. Венздей проводить ДНК-тест, використовуючи волосся Гомес, який начебто доводить, що вона не є його дочкою. Венздей залишає сім'ю, поки вони сплять, але Ларч наздоганяє її. Решта Аддамсів дізнаються, куди вона прямує, і наслідують її приклад.
У себе вдома Сайрус показує Венздей формулу, яку він розробив для створення гібридів людини і тварини, подібно до експерименту Венздей. Коли з'являється решта родини Аддамсів, Венздей  переконують залишитися з Сайрусом. Після того, як Пагслі дізнається, що донька Сайруса Офелія - свиня, Сайрус зізнається, що використовував Венздей, бо її формула була кращою за його. Він захоплює сім'ю, щоб провести на них досліди, але Венздей відмовляється це робити. Сайрус намагається змусити Понго піти за нею, але з'ясовується, що Ларч і Понго знали один одного раніше, коли перебували в психіатричній лікарні, і вони вирішують звільнити Аддамсів. Під час бійки Сайрус контактує зі своєю формулою і перетворюється на гібрида курки, корови, кози та свині. Сайрус, обурений співчуттям Венздей, зізнається, що результати ДНК-тесту були фальшивими, а Венздей - не його донька. Відчуваючи, що Венздей йому більше не потрібна, Сайрус намагається вбити сім'ю, але його зупиняє Фестер, який повністю мутував у кальмароподібного монстра. Після сутички Сайрус падає зі скелі і розбивається на смерть. Венздей повертає Фестера до нормального життя за допомогою намиста, яке дала їй Мортиша і в якому міститься кров сім'ї.
Венздей возз'єднується зі своєю сім'єю, і вони повертаються додому разом з Понґо та Офелією, остання з яких після контакту з формулою Венздей стала повністю людиною і закохується в Паґслі. Гомес розповідає Венздей, що носить перуку відтоді, як втратив справжнє волосся внаслідок нещасного випадку з напалмом. Він обіцяє родині, що наступного разу візьме їх у навколосвітню подорож.

## У ролях
| Актор          | Роль           |
| -------------- | -------------- |
| Оскар Айзек    | Гомес Аддамс   |
| Шарліз Терон   | Мортіша Аддамс |
| Хлоя Морец     | Венздей Аддамс |
| Джейвон Волтон | Паґслі Аддамс  |
| Нік Кролл      | дядько Фестер  |
| Бетт Мідлер    | бабуся         |
| Snoop Dogg     | кузен Ітт      |
| Білл Гейдер    | Сайрус         |
| Воллес Шон     | містер Мустела |

## Виробництво
Фільм анонсований у жовтні 2019 року після успіху першої частини 2019 року.
Команда дала шанувальникам можливість озвучити персонажа з фільму через конкурс The Addams Family Voice Challenge, який стартував у жовтні 2020 року.

## Просування
Перший тизер до фільму вийшов 9 жовтня 2020 року а розширений трейлер — 7 липня 2021 року

## Поширення
Фільм вийде в кінотеатри США з 1 жовтня 2021 року та в Україні з 7 жовтня того ж року.